# Sapphirina gemma
Sapphirina gemma är en kräftdjursart som beskrevs av James Dwight Dana 1849. Sapphirina gemma ingår i släktet Sapphirina och familjen Sapphirinidae. Inga underarter finns listade i Catalogue of Life.